# Península Sahamalaza
A península Sahamalaza (em francês:  Péninsule Sahamalaza) é uma península do norte de Madagáscar. Fica no distrito de Ambanja (district d'Ambanja), parte da região de Diana. A localidade de Anorotsangana situa-se a oeste.